# 2019年世界陸上競技選手権大会カメルーン選手団
2019年世界陸上競技選手権大会カメルーン選手団は、2019年9月27日から10月6日までカタールのドーハで開催された第17回世界陸上競技選手権大会のカメルーン選手団。

## 選手団
- 人員: 選手 1人

## 選手名簿・結果
| 選手                 | 種目     | 予選   | 予選       | 準決勝   | 準決勝   | 決勝     | 決勝     |
| 選手                 | 種目     | 結果   | 順位       | 結果     | 順位     | 結果     | 順位     |
| -------------------- | -------- | ------ | ---------- | -------- | -------- | -------- | -------- |
| エマニュエル・エセメ | 男子200m | 20秒87 | 41位 (6着) | 予選敗退 | 予選敗退 | 予選敗退 | 予選敗退 |